# Relations entre la Corée du Nord et la Corée du Sud
Dès leurs fondations, les deux régimes du Nord et du Sud ont déclaré représenter l'ensemble de la Corée. Au Sud, la Corée du Nord reste toujours officiellement désignée comme la « province du nord ». Le terme de « Corée » se traduit d'ailleurs différemment dans le nom officiel de chacun des deux États. La guerre de Corée est souvent analysée comme un conflit fratricide où la Corée aurait été la victime des antagonismes entre les deux superpuissances de la guerre froide.
Séoul et Pyongyang se sont longtemps dépeintes l'une l'autre en des termes très dépréciatifs.
La circulation des citoyens nord-coréens à l'étranger est extrêmement limitée et la loi de sécurité nationale en Corée du Sud interdit aux Sud-Coréens de nouer des échanges directs, sans autorisation préalable, avec les Nord-Coréens.

## Dialogue
Afin de renouer le dialogue avec la Corée du Sud, le dirigeant nord-coréen Kim Il-sung organise une conférence des partis politiques et organisations sociales du Nord et du Sud à Pyongyang, en avril 1948. Le président du Gouvernement provisoire de Corée du Sud, Kim Gu, bien qu'anticommuniste, participa à la conférence de Pyongyang. Son engagement en faveur du dialogue inter-coréen lui vaudra d’être assassiné le 26 juin 1949 par la police secrète sud-coréenne à la suite de l'arrivée au pouvoir de son adversaire Syngman Rhee.
En 1960, le chef d'État nord-coréen Kim Il-sung propose la création d'une confédération entre les deux Corée.
Le 6 août 1972, Kim Il-sung annonça qu’il était prêt à parler avec les organisations sociales et politiques en Corée du Sud, à la suite des échanges entre les Croix-Rouge des deux pays ; en conséquence, il y eut une rencontre entre les dirigeants. Un communiqué conjoint entre le Nord et le Sud fut signé le 4 juillet 1972 listant les grands principes d’une réunification.
Après 1987, la chute du régime militaire au pouvoir en Corée du Sud et la démocratisation qui s’est ensuivie a favorisé une évolution de la position de Séoul.
Après les JO de 1988 à Séoul, une politique de rapprochement des deux pays fut lancé par Roh Tae-woo appelé la « Nordpolitik » (inspiré de l’« Ostpolitik »).
En 1991, les deux Corée ont été admises conjointement à l'ONU, mettant fin au pendant coréen de la doctrine allemande dite Hallstein, selon laquelle les États étrangers devaient choisir de reconnaître et d'établir des relations avec l'une ou l'autre des deux Allemagne.
En décembre 1991, il fut signé un pacte de reconciliation, de non-agression et de coopération entre les deux Corée, qui réaffirmait les principes énoncés dans l’accord de 1972 et établissait des jalons pour la coopération et les échanges.
Ce pacte fut suivi par la signature en 1992 d’un accord de dénucléarisation de la péninsule.
Il y a eu un réchauffement des relations entre Nord et Sud, à la suite de la reconnaissance du Sud par la Russie (1991) et par la Chine (1992).

### Politique du rayon de soleil, 2000 à 2008
Le dialogue, amorcé en 1972, s'est approfondi depuis 2000, à la suite de la visite à Pyongyang du président sud-coréen Kim Dae-Jung (dans le cadre du premier sommet intercoréen) et de l'adoption conjointe, par ce dernier et son homologue nord-coréen Kim Jong-il, de la déclaration commune du 15 juin 2000 qui constitue la pierre angulaire des relations entre Pyongyang et Séoul,.
Aux Jeux olympiques d'été de 2000 et de 2004 les deux pays défilent ensemble lors de la cérémonie d'ouverture, les athlètes portant la même tenue, sous un drapeau représentant la péninsule en bleu sur fond blanc. Il était question de former une délégation commune pour les Jeux olympiques de Pékin de 2008 mais le projet n'a finalement pas abouti, faute d'accord entre les deux délégations et a donc été repoussé.
Un second sommet intercoréen, entre le dirigeant du Nord Kim Jong-il et le président sud-coréen Roh Moo-hyun, initialement prévu à Pyongyang du 28 au 30 août 2007, a été reporté du 2 au 4 octobre après que les plus graves inondations en Corée du Nord depuis quarante ans ont entraîné 600 morts et disparus et touché un million de personnes. À l'issue du second sommet intercoréen, organisé à Pyongyang du 2 au 4 octobre 2007, le dirigeant nord-coréen Kim Jong-il et son homologue sud-coréen Roh Moo-hyun ont signé un document commun où ils s'engagent à promouvoir la paix et la prospérité économique dans la péninsule.
Le bilan de cette action politique est un rapprochement des peuples sud-coréens et nord-coréens et une compréhension mutuelle plus importante. Les Nord-Coréens comprenant que les habitants au Sud étaient différent de ceux représentés par la propagande gouvernementale (souvent misérable) et les Sud-Coréens y virent que les habitants au Nord n'étaient pas les assoiffées de sang qu'ils pouvaient imaginer.

### 2008 à 2017, hostilité de gouvernement sud-coréens conservateurs
Sous les gouvernements conservateurs de Lee Myung-bak (2008-2013) et Park Geun-hye (2013-2017), la Corée du Sud refuse toute négociation, soutenue dans ce choix par les États-Unis. Ils ont cherché à l’isoler et à la sanctionner, ce qui a été fait mais sans obtenir le fléchissement voir l’effondrement du régime espéré.
Cette période est marquée par un retour des tensions de manière générale. Cette montée des tensions est marquée par certains événements comme l'incident du 11 juillet 2008 où une touriste sud-coréenne fut abattu par un soldat nord-coréen dans la région touristique des monts Kumgang ou encore avec le naufrage de la corvette de Corée du sud Cheonan en mars 2010.

#### Sous Lee myung-bak
Lee Myung-bak a mis fin à la politique du « rayon de soleil » en la qualifiant de politique de « concessions inconditionnelles » et prôna une politique sous conditions de dénucléarisation du Nord permettant d'augmenter le PIB par habitant des Nord-Coréens, politique qui n'eut pas les effets escomptés. Il fit du sujet des Droits de l'homme en Corée du Nord une préoccupation principale et subordonnant toutes les autres.
L’ancien ministre de l’Unification sud-coréen Jeong Se-hyun reconnaitra que « ce n’était pas une politique. On ne pouvait pas s’attendre à ce que la Corée du Nord abandonne volontairement l’arme atomique sans aucune compensation. Ironiquement, cela lui a donné le temps d’affiner sa technologie nucléaire ».

#### Sous Park Geun-hye
Park Geun-hye a voulu mettre en avant une « confiance mutuelle » mais ce projet échoua du fait d’une trop grande méfiance réciproque. Les milieux d’affaires en Corée du Sud regrettait ce manque d’avancée, laissant la place aux hommes d’affaires chinois dans le Nord.

### Après 2017
Élu en 2017, Moon Jae-in relance le dialogue et rencontre Kim Jong-un en avril 2018.
Le 27 mars 2018, des parlementaires de Pyongyang et de Séoul se réunissent pour une rencontre informelle à Genève, en Suisse. Le vice-président de l'Assemblée populaire suprême nord-coréenne Ri Jong Hyok et le député sud-coréen Chin Young lèvent leur verre à l'invitation de Martin Chungong, secrétaire général de l'Union interparlementaire (UIP).

### Jeux olympiques de 2018

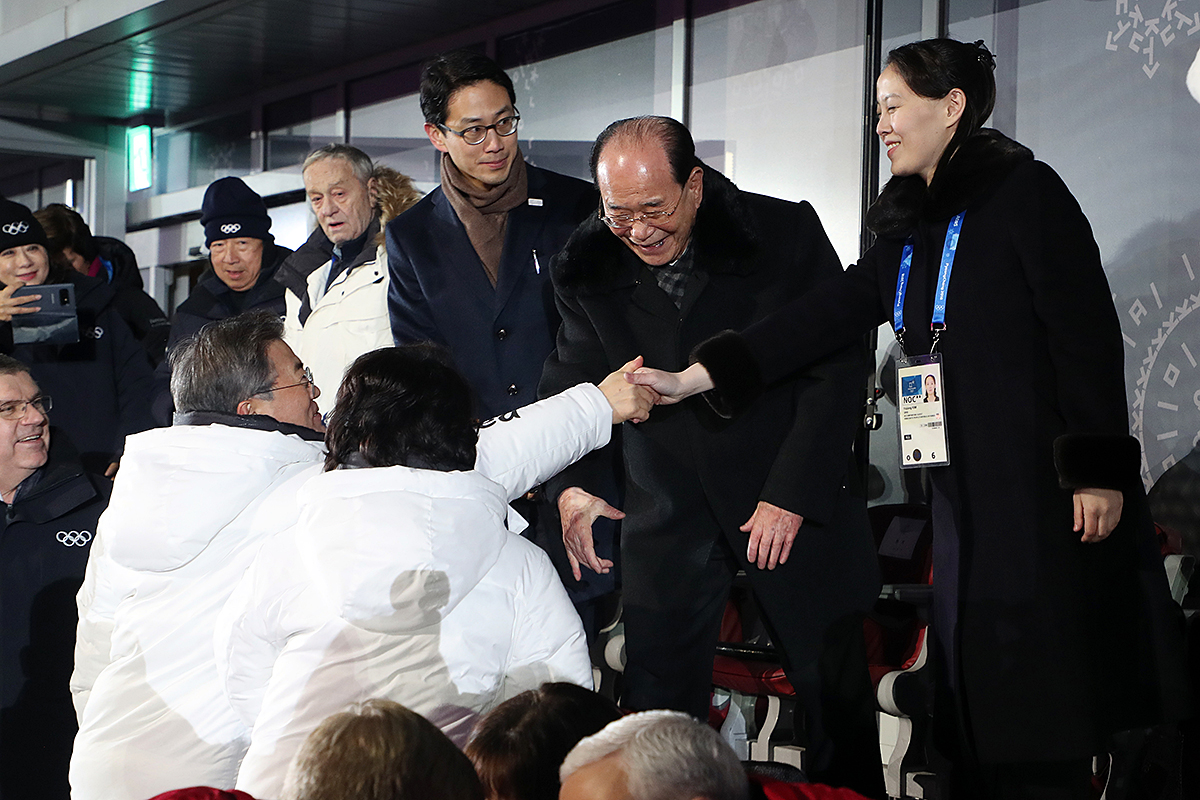
Rencontre du président sud-coréen Moon Jae-in (à gauche, en blanc) avec Kim Yo-jong (sœur du dictateur Kim Jong-un) et Kim Yong-nam (président de l'Assemblée populaire suprême nord-coréenne), dans le box présidentiel en amont de la cérémonie d'ouverture des Jeux, en février 2018.

Dans une période tendue sur le plan diplomatique, après de nouveaux tirs de missiles balistiques et essais nucléaires au nord, Séoul propose une rencontre avec Pyongyang le 9 janvier 2018. Il est notamment question d'une participation de la Corée du Nord aux Jeux olympiques d'hiver de 2018. Cette rencontre se conclut positivement, la Corée du Nord présente une délégation aux Jeux olympiques. Les deux Corée défilent ensemble à la cérémonie d'ouverture, ce qui n'est pas arrivé depuis les Jeux olympiques d'hiver de 2006. La sœur du dirigeant nord-coréen, Kim Yo-jong est par ailleurs présente lors de cette cérémonie, ce qui fait d'elle le premier membre de la dynastie nord-coréenne des Kim à se rendre en Corée du Sud depuis la fin de la guerre de Corée.
Pour la première fois, une équipe unifiée en hockey sur glace féminine participe à ces Jeux, regroupant des athlètes nord et sud-coréennes.

### Sommet inter-coréen en 2018 et fin de la guerre
Plusieurs rencontres entre les dirigeants des deux Corée ont eu lieu, une première le 27 avril 2018 amène à une déclaration commune de fin de la guerre sur la péninsule. Une autre rencontre le 26 mai 2018 a eu lieu, avant le sommet Trump-Kim du 12 juin 2018.
Le 1er octobre 2018, le ministère de la Défense nationale de Corée du Sud annonce avoir commencé le déminage de la Joint Security Area dans le cadre du réchauffement diplomatique entre les deux Corée. Il devrait être suivi du démantèlement de baraquements militaires et du désarmement des militaires des deux Corée qui la gardent. Le colonel Chad Carroll, porte-parole du commandement des Nations unies en Corée, n'a en revanche pas annoncé de désarmement des soldats de l'ONU encore sur place.

### 2020
En juin 2020, Kim Yo-jong retrouve son poste de membre suppléant au Politburo, et un certain nombre de prérogatives, elle participe à la destruction du bureau de liaison intercoréen, ancien symbole de la « détente » entre les deux pays, ce qui lui vaut de nombreux éloges dans la presse nord-coréenne.

### Rétablissement des canaux de communication (2021-2023)
Le 27 juillet 2021, date anniversaire de l’arrêt des hostilités de la guerre de Corée, les deux Corée, théoriquement toujours en état de guerre, annoncent conjointement le rétablissement de leurs canaux de communication.
En 2022, la Corée du Nord menace la Corée du Sud de représailles «mortelles» après une épidémie de Covid-19 et Kim Jong-un se considère «prêt à déployer» sa force de dissuasion nucléaire en cas d'affrontement militaire avec les États-Unis et la Corée du Sud.
Le semaine suivante, la Corée du Sud propose à la Corée du Nord une offre d'aide économique en échange d'une dénucléarisation. L'offre contient un plan d'aide en aliments, énergie et infrastructure si la Corée du Nord abandonne son programme d'armement nucléaire.
Cette offre est refusée par la Corée du Nord qui la considère absurde et Kim Yo-yong, la sœur, la qualifie de «sommet d'absurdité» (sic) voyant dans ce plan une sorte d'atteinte à l'honneur et les armes nucléaires.
Elle considère alors que Yoon Suk-yeol est vraiment simple et encore puéril (sic). De son côté, la Corée du Sud considère ces déclarations «désobligeantes» mais maintient son offre d'aide économique. Le bureau estime que cette «attitude de la part de la Corée du Nord ne contribue ni à la paix et à la prospérité de la péninsule coréenne, ni à son propre avenir. Elle ne fait que promouvoir son isolement sur la scène internationale».

## 2024: la Corée du Sud,premier pays hostile
Le 23 novembre 2023, La Corée du Nord met fin à son accord de 2018 avec la Corée du Sud, invoquant une escalade des provocations militaires et des projets de déploiement de forces militaires le long de la ligne de démarcation militaire.
En janvier 2024, The Korea Herald se fait l'écho des propos du dictateur : « le leader nord-coréen Kim Jong-un a ordonné la suppression de tous les symboles de réconciliation et de coopération entre les deux Corée, dont la relation étroite et explosive a perduré durant plus de cinquante ans ».
Le 4 juin 2024, Le Conseil d'État de Corée du Sud suspend la Déclaration de Panmunjom de 2018 en raison de tensions frontalières concernant les ballons envoyés par la Corée du Nord.

## Position diplomatique
Dans la perspective d'une réunification de la Corée, les autorités sud-coréennes ont choisi de privilégier la voie d'un rapprochement économique et culturel progressif entre les deux Corée, afin de réduire des écarts économiques, plus importants entre les deux Corée qu'entre les deux Allemagne en 1989. Cette « politique du rayon de soleil » a été comparée à l'ostpolitik de Willy Brandt.

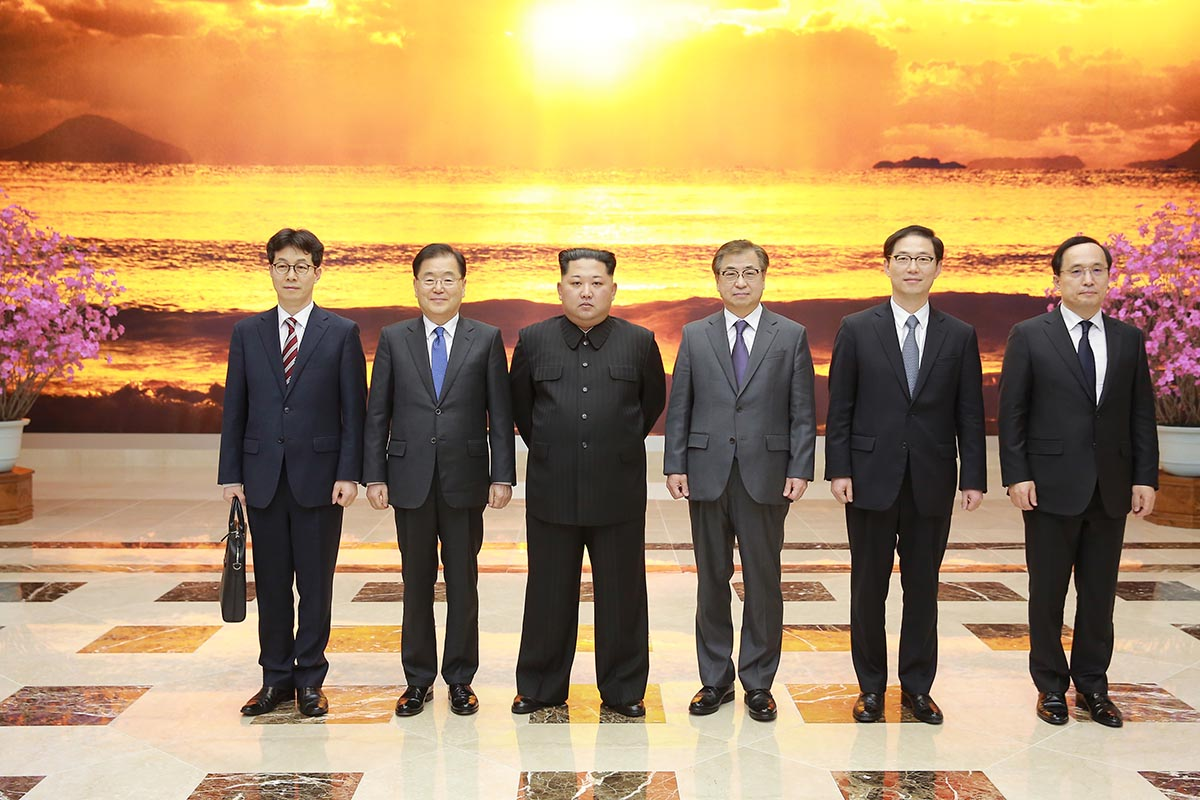
Kim Jong-un rencontrant des émissaires sud-coréens, en mars 2018.

Dans ce contexte compliqué par la crise nucléaire en Corée du Nord, que le gouvernement sud-coréen a essayé de régler de manière pacifique au travers de l'organisation de développement énergétique coréenne entre 1994 et 2006, le gouvernement sud-coréen juge inopportunes les déclarations de Washington tendant à stigmatiser Pyongyang comme un pays de l'« Axe du mal »[citation nécessaire], et s'est abstenu lors du vote en 2005 d'une résolution des Nations unies condamnant les atteintes aux droits de l'homme en Corée du Nord. Malgré le maintien de la présence de moins de 30 000 militaires des forces armées des États-Unis en Corée du Sud, Séoul tend ainsi à développer une approche diplomatique vis-à-vis de Pyongyang de plus en plus autonome de celle de Washington. De fait, la déclaration commune du 15 juin 2000 fait état d'une réunification de la Corée indépendamment des autres puissances étrangères.[réf. à confirmer]
La Corée du Sud est devenue, après la Chine, le second partenaire commercial de la Corée du Nord, le volume des échanges annuels dépassant désormais un milliard de dollars (voir l'article Économie de la Corée du Nord). Située au nord de la ligne de démarcation, la zone industrielle de Kaesong a accueilli à partir de juin 2003 des entreprises sud-coréennes employant une main-d'œuvre nord-coréenne.
Outre les rencontres entre familles séparées, les échanges humains se développent : en 2005, un million de Sud-Coréens avaient ainsi visité le Kumgangsan depuis l'ouverture de ces montagnes sacrées au tourisme sud-coréen, dans le cadre d'un partenariat négocié directement entre les dirigeants nord-coréens et le groupe Hyundai qui gère le site. Le 27 février 2006, plusieurs centaines de Coréens de familles séparées ont aussi pu se parler par liaison vidéo.
Avec l'aggravation de la crise due aux essais nucléaires du Nord, en novembre 2008, la Corée du Nord annonce qu'elle ferme ses sites industriels et touristiques ainsi que les liaisons ferroviaires avec le Sud.
Début septembre 2009, les relations avec la Corée du Sud se sont à nouveau tendues à la suite du déversement par le Nord de quelque 40 millions de tonnes d’eau dans le lit de la rivière Lmjin, causant au Sud des inondations et des victimes.
En juillet 2016, les États-Unis annoncent vouloir mettre en place un bouclier anti-missile en Corée du Sud. La Chine condamne cette position.

## Incidents armés et terrorisme
Des affrontements entre les forces armées ou les services secrets de la Corée du Nord et de la Corée du Sud au cours d'opérations d'espionnage, des raids commandos, de terrorisme d'État, ainsi qu'au sujet des zones de pêches ont fait depuis la fin des opérations militaires en Corée des centaines de victimes civiles et militaires ; ces deux États sont juridiquement encore en guerre, aucun traité de paix n'ayant été signé entre les deux parties à la suite de l'armistice de 1953.
De 1962 à 1968, le régime nord-coréen crut que le sud se soulèverait de lui-même. Pour hâter l'apparition du « moment décisif », il avait envoyé dans le sud des agents subversifs et des équipes de guérillas qui furent vite neutralisés avec quelquefois de lourdes pertes dans les deux camps. Plusieurs attentats sont commis contre des membres du gouvernement du Sud jusqu'aux années 1980 dont deux contre le président Park Chung-hee.
Les années records d'infiltrations ont été 1967 et 1968 avec 743 agents armés recensés sur les 3 693 infiltrés connus entre 1954 et 1992.
Le 21 janvier 1968, une attaque de la résidence présidentielle par un commando des forces spéciales du Nord de 31 hommes se solde par 28 tués et un prisonnier du côté nord-coréen, 68 morts civils et militaires et 66 blessés du côté de la Corée du Sud, et par trois soldats tués et trois blessés du côté américain.
En octobre 1968, ce sont 130 commandos nord-coréens venus par la mer qui tentent un raid sur la côte est de la Corée du Sud ; 110 sont tués et 7 capturés.
Le 9 novembre 1983, un attentat à Rangoon contre le président sud-coréen Chun Doo-hwan au Mausolée du Martyr, près de la  pagode Shwedagon fait 17 morts dans son entourage, dont quatre ministres.
En novembre 1987, un Boeing 707 de la Korean Air reliant Bagdad à Séoul en plusieurs étapes, le Korean Air vol 858, explose en plein vol tuant 115 personnes ; la bombe avait été placée par deux agents nord-coréens ; le premier s'est suicidé et le second, une femme, Kim Hyun-Hee passant volontairement aux aveux, est condamnée à mort le 25 avril 1989 par le tribunal de Séoul pour cet acte puis est finalement graciée par Roh Tae-woo.
Après la guerre de Corée ou au cours de la période de la Guerre froide, un total de 3 795 Sud-Coréens, essentiellement des pécheurs, ont été enlevés et emmenés en Corée du Nord. Par la suite, par des négociations du gouvernement de la Corée du Sud et des efforts par l'intermédiaire de l'Office coréen de la Croix-Rouge, 3 309 personnes sont rentrées en Corée du Sud. Un total de 480 Sud-Coréens enlevés demeurent en Corée du Nord contre leur volonté en 2007.
En avril 2010, deux agents des services de renseignement militaire nord-coréens ont été arrêtés alors que leur mission était d'assassiner Hwang Jang-Yop, un haut responsable nord-coréen ayant fait défection en 1997.
En 2017, des petits drones espions nord -coréens sont retrouvés en Corée du Sud. Le 26 septembre 2022, 5 drones nord-coréens pénètrent l'espace aérien de sud Coréen dans la région de Séoul provoquant l'intervention de la chasse et d'hélicoptères de combat sud-corées et des tirs de semonce. Un avion d'attaque KAI KT-1 Woongbi s'écrase au décollage près de la base aérienne de Wonju, l'équipage s'est éjecté. Les aéroports de Incheon et Gimpo sont fermés une heure.
Il y eut plusieurs incidents, allant du simple incident de frontière à la bataille navale en passant par l'infiltration par mer d'agents nord coréens dans le cadre de ce que l'on peut appeler la guerre du Crabe.

### Incidents de Yeonpyeong

Localisation de Yeonpyeong (no 3)

Deux affrontements ont eu lieu entre les forces navales nord-coréennes et sud-coréennes à proximité de l'île sud-coréenne de Yeonpyeong, en 1999 et 2002 ; le conflit porte sur l'accès à la zone de pêche périphérique à l'île, théoriquement réservée aux bateaux sud-coréens. Les 9 et 15 juin 1999, les échanges de tirs font une trentaine de morts côté nord-coréens, notamment après qu'un torpilleur nord-coréen a été coulé. Le 19 juin 2002, un nouvel incident fait une quarantaine de victimes de part et d'autre ; un patrouilleur sud-coréen est coulé.

### Incident naval de novembre 2009
Un incident naval entre la Corée du Nord et la Corée du Sud a eu lieu le 10 novembre 2009 lorsqu'un navire nord-coréen a passé la frontière maritime séparant les deux Corée (la ligne de limite nord) tandis qu'il pourchassait un chalutier chinois pêchant illégalement du crabe en mer Jaune, à proximité de l'île de Daecheong. La flotte sud-coréenne a ouvert le feu sur le navire nord-coréen, qui a aussitôt répliqué. 50 munitions auraient été tirées côté nord-coréen, et 200 côté sud-coréen. Il n'y aurait pas eu de pertes du côté sud-coréen et le bateau nord-coréen, gravement endommagé, aurait fait demi-tour ; des sources sud-coréennes font d'état d'un mort et de trois blessés du côté nord-coréen.
Dans la version officielle nord-coréenne, le bâtiment nord-coréen (vraisemblablement un patrouilleur classe Shanghai-II de fabrication chinoise) a été pris pour cible par plusieurs bâtiments sud-coréens au cours d'une mission visant à identifier l'auteur d'une intrusion dans les eaux territoriales nord-coréennes ; il aurait mis en fuite ses agresseurs. Cet incident a aggravé les relations entre les deux Corée : la Corée du Nord a présenté une demande d'excuses qui n'a pas été suivie par la Corée du Sud ; une dépêche du 12 novembre 2009 de l'agence officielle nord-coréenne est intitulée : « La Corée du Sud devra payer cher sa provocation armée ».
À la suite de cet incident naval, le porte-parole américain de la Maison-Blanche, Robert Gibbs, a mis en garde la Corée du Nord contre toute intervention ultérieure de ce type en mer Jaune, sans pour autant imputer aux Nord-Coréens la responsabilité de l'incident ; le département d'État, quant à lui, s'est refusé à tout commentaire dans un premier temps, avant d'inviter la Corée du Nord à abandonner « les discours guerriers » et les « actions de provocation ». De nombreux observateurs ont fait remarquer que l'incident de Daecheong est survenu à quelques semaines de la visite en Corée du Nord de Stephen Bosworth, représentant spécial du département d'État américain pour la Corée du Nord depuis février 2009.
En mars 2010, un sous-marin nord-coréen torpille une corvette sud-coréenne et tue 46 marins.

### Bombardement de Yeonpyeong en 2010
Le 23 novembre 2010 à 14 h 34 (heure locale), la Corée du Nord bombarde l'île de Yeonpyeong, faisant deux morts et 15 blessés parmi les militaires sud-coréens, et deux tués et deux blessés civils. Par ailleurs, une dizaine de bâtiments ont été détruits. Le président Lee Myung-Bak a réuni son état major. Ce bombardement aurait eu lieu en protestation d'un exercice militaire en cours au large de l'île.

## Tensions diplomatiques

### Incident de 2008, des Monts Kumgang
Le 11 juillet 2008, une touriste sud-coréenne de 53 ans, Park Wang-ja, a été abattue par un soldat nord-coréen dans la région touristique des monts Kumgang, entraînant la suspension du programme touristique de Corée du Sud vers les monts Kumgang,. Selon la Corée du Nord, ce tir a été causé par le franchissement de la limite d'une zone militaire, la Corée du sud a réagi en demandant l'ouverture d'une enquête sur le site, ce que Pyongyang a refusé en rejetant les demandes. La Corée du Nord a néanmoins « exprimé ses regrets au sujet de la mort de Park Wang-ja », mais a affirmé que « le Sud devrait assumer la responsabilité de l'incident »,.
Bien que le gouvernement de Lee Myung-bak ait exprimé une position anti-nord-coréenne, Kim Tae-u, directeur de l'Institut coréen pour l'unification nationale, a proposé que le gouvernement sud-coréen renégocie la région touristique des monts Kumgang avec la Corée du Nord sans faire aucune excuse officielle sur les actions militaires de la Corée du Nord vers le naufrage du ROKS Cheonan et le bombardement de Yeonpyeong[évasif].

## Perception en Corée du Sud
La génération des Sud-Coréens ayant vécu la guerre de Corée est la plus réticente à la politique de dialogue avec le Nord[citation nécessaire].
En Corée du Sud, le parti d'opposition de droite du Grand parti national (GPN) critique les échanges que souhaite approfondir le président Roh Moo-hyun et son parti Uri comme des concessions sans contreparties suffisantes de Pyongyang ; toutefois, les conservateurs sud-coréens sont malgré tout hostiles à un changement de régime à Pyongyang. En outre, dans la perspective d'un possible succès à l'élection présidentielle de décembre 2007, le GPN a modifié, début juillet 2007, l'orientation de sa politique nord-coréenne : le GPN s'est rallié au principe d'un rapprochement progressif avec la Corée du Nord, basé sur le développement des échanges intercoréens, tout en soulignant la nécessité, selon lui, que Pyongyang renonce à ses programmes d'armement nucléaire militaire.
Le Parti démocratique du travail de Corée, troisième parti sud-coréen (à gauche du parti Uri), soutient la « sunshine policy ». De fait, plus de 60 % des Sud-Coréens approuvaient l'orientation de la politique du "rayon de soleil", selon un sondage réalisé en août 2003.
En février 2025, Le chef de l'opposition sud-coréenne Lee Jae-myung appelle à la reprise des pourparlers de dialogue avec la Corée du Nord et souligne la nécessité de maintenir une forte préparation militaire dans un contexte de tensions accrues sur la péninsule coréenne.

## Perception des populations
À la fin de leur ouvrage de témoignages de réfugiés nord-coréens, Évadés de Corée du Nord, Juliette Morillot et Dorian Malovic soulignent leurs difficultés d'intégration compte tenu de leur perception par leurs compatriotes sud-coréens.
Malgré un important soutien matériel, la plupart des plus de 13 000 réfugiés nord-coréens en Corée du Sud en 2008 (dont les deux tiers arrivés depuis 2002, selon les statistiques sud-coréennes) ont de réelles difficultés à s'intégrer socialement, stigmatisés par des clichés dépréciatifs qui étaient véhiculés par le régime militaire encore au pouvoir à Séoul au début des années 1980. Beaucoup de Nord-Coréens présents en Corée du Sud continuent d'ailleurs de se considérer comme des Nord-Coréens.
Selon ces mêmes témoignages, les Sud-Coréens voient avec gêne et pitié leurs compatriotes du Nord, qu'ils perçoivent comme plus pauvres et moins éduqués.
Certaines différences linguistiques séparent les Coréens du Nord et du Sud : différences d'accent, introduction de nombreux mots d'origine anglaise dans le dialecte de Séoul parlé au Sud, utilisation du hangeul mais aussi des caractères chinois en Corée du Sud.

## Les relations inter-coréennes dans la culture

### Cinéma sud-coréen
- The Spy Gone North, film de Yoon Jong-bin présenté au festival du film coréen à Paris 2018 ainsi qu'au festival de Cannes de 2018 dans la catégorie Hors compétition.

- Crash Landing on You (2019), série dramatique disponible sur la plateforme Netflix. Elle retrace l’histoire d’amour impossible entre un soldat nord-coréen et une femme d’affaires sud-coréenne. La série traite également des problèmes de communication entre les deux Corée, notamment près de la ligne militaire qui sépare les deux territoires.